# Miss International 1981
Miss International 1981, ventunesima edizione di Miss International, si è tenuta presso Kōbe, in Giappone, il 6 settembre 1981. L'australiana Jenny Derek è stata incoronata Miss International 1981.

## Risultati

### Piazzamenti
| Risultato finale        | Concorrente |
| ----------------------- | --- |
| Miss International 1981 | - Australia - Jenny Derek |
| 2ª classificata         | - Brasile - Taiomara Do Rocio Borchardt |
| 3ª classificata         | - Irlanda - Michelle Mary Teresa Rocca |
| Semifinaliste           | - Belgio - Dominique Van Eeckhoudt - Colombia - Victoria Eugenia Cárdenas - Filippine - Alice Veronica Fernandez Sacasas - Germania - Barbara Reimund - Giappone - Mika Moriwaki - Honduras - Gloria Patricia Durón - Nuova Zelanda - Elizabeth Mary Ivan - Scozia - Margaret Bisset - Stati Uniti - Lisa Schuman - Svezia - Ana Helena Lindgow - Thailandia - Seenuan Attasara - Venezuela - Miriam Quintana |

### Riconoscimenti speciali
| Riconoscimento        | Concorrente                             |
| --------------------- | --------------------------------------- |
| Best National Costume | - Belgio - Dominique Van Eeckhoudt      |
| Miss Friendship       | - Hong Kong - Deborah Carol Moore       |
| Miss Photogenic       | - Germania - Barbara Reimund            |
| Miss Elegance         | - Brasile - Taiomara Do Rocio Borchardt |

## Concorrenti
- Australia - Jenny Annette Derek
- Austria - Barbara Reimund
- Belgio - Dominique Van Eeckhoudt
- Brasile - Taiomara Do Rocio Borchardt
- Canada - Carol Donlon
- Colombia - Victoria Eugenia Cárdenas Gerlein
- Corea del Sud - Park Hyun-joo
- Costa Rica - Trylce Jirón García
- Danimarca - Tina Brandstrup
- Filippine - Alice Veronica "Peachy" Fernandez Sacasas
- Finlandia - Merja Orvokki Varvikko
- Francia - Beatriz Peyet
- Galles - Sally Douglas Williams
- Germania - Barbara Reimund
- Giappone - Mika Moriwaki
- Grecia - Katerina Kondylatou
- Guam - Cecilia Daga Diaz
- Hawaii - Dayna Michelle Fu
- Honduras - Gloria Patricia Durón
- Hong Kong - Deborah Carol Moore
- India - Shashikala Seshadri
- Inghilterra - Susan Elizabeth Hutt
- Irlanda - Michelle Mary Teresa Rocca
- Islanda - Hlif Hansen
- Israele - Li'ora Goldberg
- Italia - Veronica Piazza
- Malaysia - Gurmit Kaur
- Messico - Maria Fabiola Torres Sariat
- Norvegia - Helen Holager
- Nuova Zelanda - Elizabeth Mary Ivan
- Paesi Bassi - Ine Hoedemaeckers
- Scozia - Margaret Bisset
- Singapore - Shanaz Ali Hussein Gandhi
- Spagna – Francisca (Paquita) Ondiviela Otero
- Stati Uniti - Lisa Schuman
- Svezia - Ana Helena Lindgow
- Svizzera - Brigitte Voss
- Tahiti - Maimiti Kinnander
- Thailandia - Seenuan Attasara
- Turchia - Sebun Inja
- Uruguay - Silvia Alonso
- Venezuela - Miriam Quintana Quintana